# Premio Wolf en Química
Ganadores del Premio Wolf en Química:
- 1978 Carl Djerassi
- 1979 Herman F. Mark
- 1980 Henry Eyring
- 1981 Joseph Chatt
- 1982 John Polanyi, George C. Pimentel
- 1983/4 Herbert S. Gutowsky, Harden M. McConnell, John A. Waugh
- 1984/5 Rudolph A. Marcus
- 1986 Elias James Corey, Albert Eschenmoser
- 1987 David C. Phillips, David M. Blow
- 1988 Joshua Jortner, Raphael David Levine
- 1989 Duilio Arigoni, Alan Battersby
- 1990 Desierto
- 1991 Richard R. Ernst, Alexander Pines
- 1992 John Pople
- 1993 Ahmed H. Zewail
- 1994 Richard Lerner, Peter Schultz
- 1995 Gilbert Stork, Samuel J. Danishefsky
- 1996 Desierto
- 1998 Gerhard Ertl, Gabor A. Somorjai
- 1999 Raymond U. Lemieux
- 2000 Frank Albert Cotton
- 2001 Henri B. Kagan, Ryoji Noyori, K. Barry Sharpless
- 2002 Desierto
- 2003 Desierto
- 2004 Harry B. Gray
- 2005 Richard Zare
- 2006/7 Ada Yonath, George Feher
- 2008 W. E. Moerner, Allen J. Bard
- 2009 Desierto
- 2010 Desierto
- 2011 Ching W. Tang, Stuart A. Rice, Krzysztof Matyjaszewski
- 2012 Paul Alivisatos, Charles Lieber
- 2013 Robert S. Langer
- 2014 Chi-Huey Wong
- 2015 Desierto
- 2016 K. C. Nicolaou y Stuart Schreiber
- 2017 Robert G. Bergman
- 2018 Omar M. Yaghi y Makoto Fujita
- 2019 Stephen L. Buchwald y John F. Hartwig[1]
- 2020 Desierto
- 2021 Leslie Leiserowitz[2] y Meir Lahav[3]
- 2022 Bonnie Bassler, Carolyn Bertozzi y Benjamin Cravatt III
- 2023 Chuan He, Jeffery W. Kelly y Hiroaki Suga
- 2024 Desierto
- 2025 Helmut Schwarz[4]